# HMS Spartan (S105)
El HMS Spartan (S105) fue un submarino nuclear de la clase Swiftsure de la Marina Real británica. Durante la guerra de las Malvinas, fue el primer submarino nuclear británico en zarpar hacia el Atlántico Sur. Lo hizo el mismo 1 de abril, mientras Argentina tomaba Stanley en la Operación Rosario.

## Construcción
Su construcción inició el 26 de abril de 1976 por Vickers (Shipbuilding) Ltd. en Barrow-in-Furness. Su botadura al agua fue el 7 de abril de 1978. Entró en servicio en la Marina Real británica el 22 de septiembre de 1979.

## En batalla
El 1 de abril de 1982, cuando Argentina conquistaba las islas Malvinas en la Operación Rosario, el HMS Spartan zarpó de Escocia con destino a este archipiélago. Su comandante era el comandante (commander en inglés) James B. Taylor. Arribó a aguas próximas a Puerto Argentino/Stanley el 12 de abril, inaugurando la Zona de Exclusión Marítima.
El 1 de mayo, el Cuartel General de Northwood ordenó al HMS Spartan y HMS Splendid buscar al portaviones ARA Veinticinco de Mayo pero la zona donde estaba este buque correspondía a la jurisdicción del Splendid por lo que el Spartan se inhibió de buscarlo.
Argentina se rindió el 14 de junio de 1982 y las Malvinas volvieron a dominio británico. Sin más, el HMS Spartan partió a Gran Bretaña al mes siguiente.

## Disposición final
El HMS Spartan fue retirado del servicio el 20 de enero de 2006.